# Anastoechus pulcher
Anastoechus pulcher är en tvåvingeart som beskrevs av Paramonov 1930. Anastoechus pulcher ingår i släktet Anastoechus och familjen svävflugor. Inga underarter finns listade i Catalogue of Life.